# Баландин, Сергей Викторович (политик)
Баландин Сергей Викторович (укр. Сергій Вікторович Баландін; род. 1 ноября 1973, Казанка, Николаевская область) — украинский политик, 1-й секретарь Долгинцевского районного комитета КПУ города Кривой Рог Днепропетровской области. Народный депутат Украины 7-го созыва.

## Биография
Родился 1 ноября 1973 года в пгт Казанка Николаевской области.
В 1991—1993 годах — служба в Вооружённых силах Украины.
Член КПУ с 2005 года. 1-й секретарь Долгинцевского районного комитета КПУ города Кривой Рог Днепропетровской области.
В 2006 году окончил Национальную металлургическую академию по специальности «металлургическое оборудование».
До декабря 2012 года — заместитель начальника ремонтно-механического цеха № 1 ПАО «АрселорМиттал Кривой Рог» Днепропетровской области.
Народный депутат Украины 7-го созыва с 12 декабря 2012 по 27 ноября 2014 года от КПУ, № 20 в списке. Декабрь 2012 — июль 2014 года — член фракции КПУ. Член Комитета по вопросам предпринимательства, регуляторной и антимонопольной политики с декабря 2012 года.
С 2014 года — депутат Днепропетровского областного совета от партии «Оппозиционный блок».
Затем — заместитель главного инженера по ремонтам шахты «Гигант-глубокая» ПАО «Центральный горно-обогатительный комбинат» города Кривой Рог.